# Rafael Hernández repülőtér
A Rafael Hernández repülőtér (IATA: BQN, ICAO: TJBQ) Puerto Rico egyik nemzetközi repülőtere, amely Aguadilla közelében található. Éves utasforgalma 67 921 fő .

## Légitársaságok és úticélok
2023-ban a Rafael Hernández repülőtérről az alábbi járatok indulnak:

### Személy
| Légitársaság      | Célállomások                                             | Források |
| ----------------- | -------------------------------------------------------- | -------- |
| Frontier Airlines | Orlando, Tampa                                           | [ 3 ]    |
| JetBlue           | New York–JFK, Orlando, Tampa Szezonális: Fort Lauderdale | [ 4 ]    |
| Spirit Airlines   | Fort Lauderdale, Orlando                                 | [ 5 ]    |
| United Airlines   | Newark                                                   | [ 6 ]    |

### Cargo
| Légitársaság       | Célállomások                                                                           |
| ------------------ | -------------------------------------------------------------------------------------- |
| Air Cargo Carriers | San Juan, Santiago de los Caballeros                                                   |
| Ameriflight        | Barbados, Curaçao, Fort-de-France, Port of Spain, St. Kitts, St. Lucia–Vigie, San Juan |
| Emirates Sky Cargo | Amszterdam, Quito                                                                      |
| FedEx              | Campinas, Memphis, San José (CR) Santo Domingo–Las Américas                            |
| FedEx Feeder       | Port of Spain, St. Lucia–Vigie, Santiago de los Caballeros, Santo Domingo–Las Américas |

## Forgalom
Az utasforgalom az elmúlt években az alábbi módon változott:
| Utasok száma | 192 553 | 426 776 | 515 742 | 505 386 | 589 842 | 739 848 | 148 909 |
|              | 2014    | 2015    | 2016    | 2017    | 2018    | 2019    | 2020    |

## Futópályák
A repülőtér futópályái:
- 08/26 (11 702 ft, 200 ft)